# Tram van Molotsjnoje
De tram van Molotsjnoje (Oekraïens: Трамвай у селищі Молочне) verbindt sinds 1989 het dorp Molotsjnoje op de Krim met het nabijgelegen strand aan de Zwarte Zee. Met een lengte van 1,5 kilometer heeft Molotsjnoje het kleinste trambedrijf van Oekraïne/Rusland en een van de kleinste wereldwijd.

## Geschiedenis

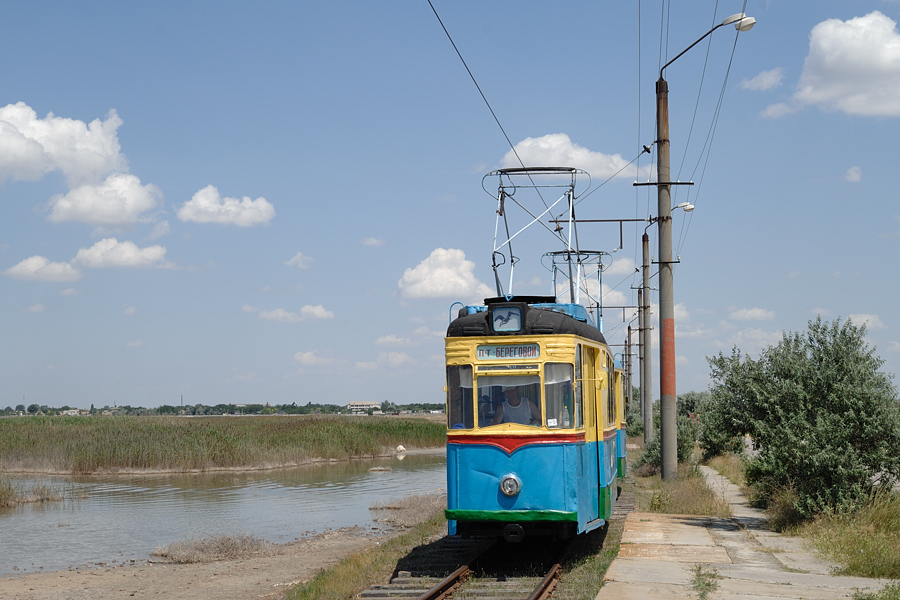
Eindhalte Pljazj (2006) aan het strand

Het dorp Molotsjnoje telt 2.174 inwoners (2014) en is gelegen op de Krim, ongeveer acht kilometer ten Westen van Jevpatorija aan de Zwarte Zee. Aan de Zuidoostelijke rand van het dorp bevindt zich het vakantiehuis Pansionat Beregovy. Om de gasten gemakkelijk naar de zee te vervoeren, werd in 1988 gestart met de aanleg van een tramlijn. Gezien er geen nieuwe trams beschikbaar waren en er beroep moest gedaan worden op tweedehandstrams uit Jevpatorija, werd de lijn aangelegd in meterspoor.
De lijn heeft een lengte van anderhalve kilometer en slechts twee haltes aan beide eindpunten: Pansionat Beregovy en Pljazj (strand). Beide eindpunten zijn voorzien van een kopspoor, dus zonder keerlussen. Aan Pansionat Beregovy bevindt zich een loods voor de trams; deze staat met de lijn in verbinding door middel van de enige wissel die het bedrijf telt.
De uitbating van de lijn startte op 18 augustus 1989. Sindsdien is de lijn in gebruik tijdens elk zomerseizoen van juni tot september. Door de terugloop van het toerisme als gevolg van de Russische annexatie van de Krim, reed de tram in 2014 slechts enkele keren voor kindergroepen uit het Verre Oosten. In de zomers van 2015 en 2016 zou de tram niet meer gereden hebben.

## Voertuigen

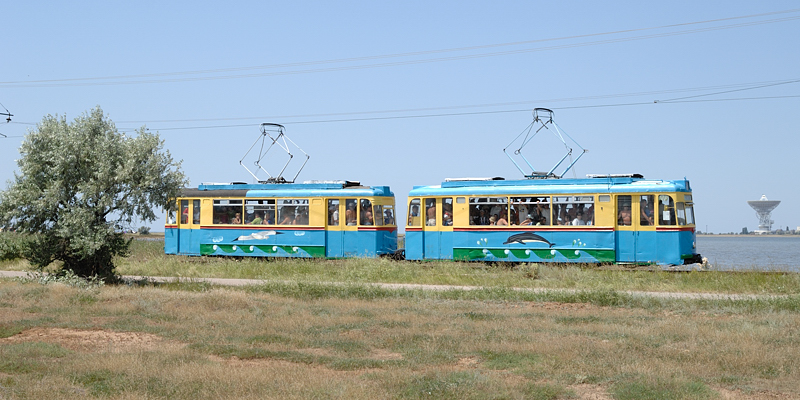
Een goed bezet stel bestaande uit twee gekoppelde Gothatrams

Voor de exploitatie van de lijn werden van de tram van Jevpatorija twee motorwagens overgenomen: één tweerichtingstram van het type Gotha T57 (nummer 5) en oorspronkelijk afkomstig van de tram van Mykolajiv, en één eenrichtingstram van het type Gotha T59E (nummer 20). Van de tram van Zjytomyr kwam een gekoppeld eenrichtingsstel van het type Gotha T2-62/B2-62 (nummers 33 en 76). Van bij het begin werd de exploitatie verzorgd door de trams nummers 5 en 20, later hernummerd tot 005 en 020. Tussen 2005 en 2008 reden beide voertuigen met omgewisselde wagennummers.
Trams 005 en 020 zijn permanent gekoppeld tot een trein. De stuurpost van de tweerichtingstram 005 werd uitgebouwd en aangewend in motorwagen 020. De beide haltes bevinden zich aan de Zuidoostelijke kant van het traject zodat de slechts aan één zijde van motorwagen 020 beschikbare deuren volstaan. De deuren van motorwagen 005 blijven aan de andere kant permanent gesloten.
Motorwagen 33 diende als plukwagen voor wisselstukken maar werd al in 1996 verschroot. Bijwagen 76 stond tot 1997 ter beschikking als versterkingstram maar werd toen uit exploitatie genomen.

## Exploitatie
De exploitatie beperkt zich tot het zomerseizoen van juni tot september. De tram rijdt om het halfuur van circa 08.30 uur tot 19.00 uur met een langere pauze over de middag. Hoewel de lijn in eerste instantie bedoeld was voor de gasten van het vakantiehuis, zijn de ritten tegen betaling ook toegankelijk voor andere reizigers.